# Discosoma neglecta
Discosoma neglecta är en korallart som först beskrevs av Duchassaing och Giovanni Michelotti 1860.  Discosoma neglecta ingår i släktet Discosoma och familjen Discosomatidae. Inga underarter finns listade i Catalogue of Life.